# نبرد گذرگاه کوریکارا
نبرد کوریکارا، نبرد تونامییاما (به ژاپنی: 倶利伽羅峠の戦い Kurikara tōge no tatakai) یکی از نبردهای وابسته به جنگ گنپی مابین خاندان تایرا و خاندان میناموتو بود. این جنگ نقطه عطفی در جنگ گنپی بود و با پیروزی خاندان میناموتو خاتمه یافت.
میناموتو نو یوشیناکا، فرمانده سامورایی از ولایت شینانو، مناطق متعلق به خاندان تایرا را در ولایت اچیگو، ولایت اتچو، ولایت کاگا و ولایت اچیزن را مورد حمله قرار داد. در سال ۱۱۸۱ جنگ به علت دو سال قحطی بتعویق افتاد. هنگامیکه شرایط در سال ۱۱۸۳ بهبود یافت، خاندان تایرا به دنبال مجازات میناموتو نو یوشیناکا برآمد. تایرا نو کوره‌موری، پسر تایرا نو شیگه‌موری و نوه تایرا نو کیوموری بود و مسئولیت این عملیات لشکرکشی علیه یوشیناکا را بر عهده داشت. تایرا نو کوره‌موری توسط تایرا نو تادانوری، تایرا نو تسونه‌ماسا، تایرا نو تومونوری و تایرا نو کیوفوسا حمایت می‌شد. تعداد نیروهای خاندان تایرا به شدت در اثر نبردهای قبلی و قحطی کاهش یافته بود، خاندان تایرا به دنبال جذب رزمندگان از سرزمین‌های اطراف بود و همچنان در معرض خطر قحطی قرار داشت، چرا که بسیاری از جنگجویان، کشاورزانی بودند که زمین خود را ترک کرده بودند. در ۱۰ مه ۱۱۸۳ ارتش تایرا از کیوتو بیرون رفت.
در سال ۱۱۸۳ میناموتو نو یوریتومو، پسر عموی یوشیناکا، آماده درگیری با وی به علت تعیین رهبری خاندان میناموتو بود، اما متقاعد شد که از با یوشیناکا کنار بیاید و استدلال کرد که باید علیه تایرا متحد شوند. یوشیناکا برای اطمینان از اهدافش پسر خود را به عنوان گروگان به کاماکورا فرستاد. مدت کوتاهی پس از آن، یوشیناکا خبرهایی از ارتش کوره‌موری را دریافت کرد و به همراه عموی خود میناموتو نو یوکی‌ایه، توموئه گوزن و ایمای کانه‌هیرا آماده درگیری با ارتش کوره‌موری شد. در طول شب سپاه یوشیناکا بر شاخ چند صد گاو مشعل آتش متصل کرد و به‌طور ناگهانی گله گاو را به طرف سپاه خاندان تایرا رم داد. این هجوم بی‌سابقه موجب وحشت بسیار سربازان تایرا را به‌وجود آورد و یکی از شگردهای ویژه جنگ گنپی محسوب می‌شود.
این نبرد با تلفات زیاد خاندان تایرا پایان یافت.